# Pharo (Programmiersprache)
Pharo ist eine objektorientierte, dynamische, reflexive und dynamisch typisierte Programmiersprache und eine Entwicklungsumgebung. Pharo wurde 2008 von der Smalltalk-Implementierung Squeak abgespalten und ist Open Source.

## Geschichte
Die Squeak-Gemeinschaft legte großen Wert darauf, die Kompatibilität zu bestehenden Projekten aufrechtzuerhalten, darunter vor allem zu Etoys. Eine Gruppe von Squeak-Entwicklern entschied sich jedoch, die technische Entwicklung von Squeak stärker voranzutreiben, unabhängig von der Rückwärtskompatibilität (zum Beispiel durch die Einführung von Traits). Dies führte zur Entstehung von Pharo als Fork von Squeak-Version 3.9.
Die Entwicklung und Organisation des Projekts geschieht über das Pharo board, das von Mitarbeitern der französischen Forschungseinrichtung Inria und Freiwilligen getragen wird. In Zukunft soll ein Konsortium aus Unternehmen, Forschungseinrichtungen und Privatpersonen eine Rolle bei der Entwicklung spielen. Diese institutionellen und individuellen Unterstützer des Projekts werden als Mitglieder des Pharo consortiums bzw. der Pharo association angegliedert.

## Verbreitung/Anwendungsgebiete
Prominente Open-Source-Nutzer von Pharo sind das Smalltalk-Webframework Seaside, die interaktive Geometriesoftware Dr. Geo, die Plattform für Software- und Datenanalyse Moose und das Content-Management-System Pier.
Pharo wird als Lehrsprache an Universitäten und als Plattform für Forschungsprojekte sowie in kommerziellen Desktop- und Web-Applikationen eingesetzt.